# Chelidonium testaceicorne
Chelidonium testaceicorne là một loài bọ cánh cứng trong họ Cerambycidae.